# Глухих (деревня)
Глухих — деревня в Алапаевском районе Свердловской области России, входящая в муниципальное образование Алапаевское. Входит в состав Толмачёвского территориального управления.

## География
Деревня расположена на левом берегу реки Нейвы, в 8 километрах на северо-восток от города Алапаевска.

## Население
| 2002 | 2010 |
| ---- | ---- |
| 0    | →0   |